# 로디아 (문방구)
로디아(RHODIA)는 프랑스의 제지회사이다. 로디아는 프랑스의 클레르 퐁텐과 더불어 벨럼페이퍼를 생산하는 회사로 잘 알려져 있다. 벨럼페이퍼를 이용하여 대표적 상품인 메모페드, 노트, 스프링노트, 스테플 노트 등을 생산하고 있다.